# Jiangxi Copper
Jiangxi Copper (en chino:江西銅業) es el mayor productor de cobre de China continental. Sus operaciones incluyen minería, molienda, fundición y refinación de cobre para producir productos relacionados con el cobre, incluidos concentrados de pirita, ácido sulfúrico, oro y plata electrolíticos. Su presidente es Zheng Gaoqing y su sede localizado en Nanchang, Jiangxi.
La empresa fabrica 340.000 toneladas de cobre al año en sus minas , que incluyen los pozos Dexing y Yongping y la mina subterránea de Wushan, Jiangxi.
Jiangxi Copper también se dedica a la producción, procesamiento y venta de cátodos de cobre, varillas y alambres de cobre y otros productos relacionados. La empresa también suministra metales preciosos como oro y plata; productos químicos como ácido sulfúrico y concentrado de mineral de azufre; así como metales y minerales raros como molibdeno, selenio, renio, telurio y bismuto.
Jiangxi Copper también participa en la exploración y explotación de cobre, oro, plata, plomo y zinc así como en la prestación de servicios financieros.
Jiangxi Copper distribuye sus productos en los mercados nacionales y exporta a Hong Kong, Taiwán, Australia y Tailandia, entre otros.
Durante el año 2008, Jiangxi Copper aumentó aproximadamente 6,09 millones de toneladas métricas de cobre, 145 toneladas métricas de oro y 1.700 toneladas métricas de plata en reservas.
Posee una fundición y una refinería de cobre, y su filial Jiangxi Copper Products, de propiedad mayoritaria, fabrica varillas y alambres de cobre. Otras operaciones incluyen la producción de oro y plata. Jiangxi Copper Company Limited fue fundada por la matriz Jiangxi Copper Corporation, propiedad del gobierno chino, en 1997. Jiangxi Copper Corporation posee el 48% de Jiangxi Copper Company Limited.El principal accionista de Jiangxi Copper Co., Ltd. es Jiangxi Copper Group. Jiangxi Copper Group es una subsidiaria de propiedad absoluta de la Comisión de Administración y Supervisión de Activos Estatales del Gobierno Popular de la Provincia de Jiangxi.

## Historia
Jiangxi Copper Corporation fue fundada en 1979 con base en las minas de cobre de la provincia de Jiangxi. En 1987, la empresa produjo el primer lote de cobre electrolítico y, en 1996, el primer lote de cobre catódico. En 1997, la empresa estatal Jiangxi Copper Corporation creó la empresa pública Jiangxi Copper Company Limited, de la que poseía el 48% de las acciones, y la cotizó con éxito en la Bolsa de Valores de Hong Kong. En 2002, Jiangxi Copper Company Limited también ingresó a la Bolsa de Valores de Shanghái; en 2003, las ventas de la empresa superaron los 10 mil millones de yuanes por primera vez.
En 2011, el valor de mercado de Jiangxi Copper Company superó los 100 mil millones de yuanes. En 2013, Jiangxi Copper fue la primera empresa de la provincia de Jiangxi en ser incluida en el ranking Fortune Global 500.En diciembre de 2019, Jiangxi Copper adquirió una participación del 17,6% en la empresa cuprífera canadiense First Quantum Minerals, cuyas principales operaciones se concentran en África y Latinoamérica.